# Quint Calpurni Pisó (cònsol)
Quint Calpurni Pisó (en llatí Quintus Calpurnius Piso) va ser un magistrat romà. Era fill de Gai Calpurni Pisó, que havia estat cònsol l'any 180 aC. Pertanyia a la gens Calpúrnia, una antiga família romana d'origen plebeu.
Era cònsol l'any 135 aC amb Servi Fulvi Flac. Va ser enviat contra la ciutat celtibera de Numància. No va atacar a aquesta ciutat, però en canvi va saquejar la zona a l'entorn de la ciutat de Pallantia.